# Diego Mas i Mas
Diego Mas i Mas   (Vila-real, 1553 (Gregorià) - València, 6 de juliol de 1608) fou un filòsof metafísic valencià.

## Biografia
Fill de Pere Mas i de Caterina Mas, consta el seu bateig a la parròquia de sant Jaume el 26 de juliol de 1553, la qual cosa permet suposar el seu naixement el dia anterior, festivitat de l'apòstol del qual va rebre el nom. Als tretze anys va iniciar estudis de filosofia a la Universitat de València, on es va graduar com a batxiller en Arts el 1568 i on va continuar estudiant teologia amb el doctor Joan Terès i Borrull durant altres cinc anys més.
El 1574 va ingressar a l'Orde de Predicadors, al convent de san Esteban de Salamanca, on va ser ordenat sacerdot el 1579. Dos anys més tard retorna a València, obté el grau de Mestre en Arts i comença a impartir classes com a catedràtic en l'assignatura de "Summules" (1581), després en la de "Quasetiones" (1582) i finalment en la de filosofia (1583), matèries en las que aniria alternant com a professor fins al 1587. Se doctora igualment en estudis teològics (1588) i al novembre de 1589 els magistrats municipals li concedeixen la càtedra de teologia de Sant Tomàs on continuarà la seua ensenyança, compartint la docència universitària amb la impartida a l'Estudi General del Convent de Predicadors valencià, fins a la seua mort, essent aleshores succeït pel teòleg Geroni Cucaló, igualment emparentat amb una notable família de Vila-real.
La personalitat intel·lectual de Diego Mas va estar condicionada per tres factors: la seua filiació salmantina, la lluita contra l'escolàstica decadent que ell apreciava a l'àmbit cultural valencià, i el perfecte coneixement de la tradició i les doctrines renaixentistes. Més enllà de les aules, tractarà de difondre la devoció al sant dominicà Tomàs d'Aquino mitjançant la fundació el 1582 d'una anomenada "Acadèmia i Confraria", amb finalitat intel·lectual i formativa, que va ser aprovada pel Papa Gregori XIII a l'any següent. Tant els virreis valencians com els jurats de la ciutat o els de la seua vila natal, requeriren constantment el parer de Mas en la resolució de qüestions delicades o que l'elegiren sovint com a confessor personal. El seu prestigi va afavorir el nomenament com a Qualificador del Sant Ofici, càrrec que va jurar al desembre de 1605. En maig de 1606 va ser designat prior del convent de València, al novembre de 1607 Vicari General de la província d'Aragó i al febrer de 1608, Definidor General per al capítol que els dominics havien de celebrar a Roma i on finalment, pel seu estat de salut, no va poder assistir, fet que va morir a començaments del mes de juliol del mateix any. Als seus solemnes funerals varen assistir els representants reials, de la noblesa de València, del tribunal de la Inquisició, membres de tots els ordes religiosos, i professors i estudiants de la universitat,
En les seues obres filosòfiques Diego Mas va intentar retornar a la genuïna filosofia aristotèlica, molt desvirtuada a finals del període medieval, fent un estudi i exposició doctrinal enriquits amb totes les aportacions posteriors. El seu aprofundiment en tots els problemes de la lògica té la màxima expressió en la composició de la "Metaphysica disputatio, de ente et eius proprietatibus, quae communi nomine inscribitur de trascendentibus, in quinque libros distributa", publicada el 1587, però també als comentaris fets a totes les obres dialèctiques d'Aristòtil i reunits el 1599 en un volum que porta per títol "Commentaria in Universam Philosophiam Aristotelis, una cum quaestionibus quae a gravissimis viris disputari solent", en els comentaris a la "Isagoge de Porfiri" (1592, 1594), a més d'altres molts comentaris que va deixar manuscrits i que són fonamentalment fruit de les classes impartides a la universitat. Amb els seus estudis es va avançar deu anys almenys a la famosa obra del jesuïta Francisco Suárez (1548-1617) "Disputationes metaphysicae", publicada el 1597, malgrat que aquesta va assolir molta major difusió degut a la influent presència jesuítica als centres universitaris als anys posteriors a la Contrareforma catòlica.
A la seua mort, el 6 de juliol de 1608, Diego Mas va deixar també escrits de la pròpia mà molts estudis teològics com el "Tractato de Fide", dictat als seus alumnes entre 1590 i 1593, "De Verbo incarnato", llegit entre 1604 i 1607, i "De vittis et pecattis", extens comentari a diverses qüestions de la "Summa Teològica". tots ells conservats a la Biblioteca Universitària de Barcelona (manuscrit 1591). Entre els escrits de caràcter hagiogràfic es poden destacar els referits a sants de la seua Orde com el propi sant Tomàs, sant Jacint o sant Vicent Ferrer.
La recent edició publicada per la Universitat de Navarra que reprodueix el text original en llatí i la traducció al castellà del seu llibre primordial: "La Disputació Metafísica" ha posat en evidència l'enorme importància del filòsof vila-realenc en realitzar la primera síntesi actualitzada al seu temps de tota la filosofia escolàstica, anys abans que les aportades pels teòlegs i comentaristes jesuítics, tot i que van ser aquests els més coneguts, com a resultat dels debats originats al Concili de Trento.